# G'schichten aus dem Wienerwald (film 1928)
G'schichten aus dem Wienerwald è un film muto del 1928 diretto da Jaap Speyer. Il titolo prende spunto da quello dell'omonimo valzer di Johann Strauss II conosciuto in Italia come Storielle del bosco viennese. La sceneggiatura è basata su un copione teatrale di Ödön von Horváth

## Produzione
Il film fu prodotto dalla compagnia dj produzione berlinese Hegewald-Film GmbH .

## Distribuzione
In Danimarca, dove prese il titolo Strauss-Valsen, uscì il 28 ottobre 1928. In Germania, distribuito dalla Hegewald Film, fu presentato a Berlino il 14 dicembre 1928.